# عصا الموز
بانانا كيو (أو بانانا كيو) وجبة خفيفة أو طعام شعبي في الفلبين. وهي مزيج من كلمتي "بانانا" و "باربكيو"، والتي تشير في الإنجليزية الفلبينية إلى اللحم المطبوخ على طريقة مشابهة للساتاي.

## الوصف
يُحضّر طبق الموز المقلي من الموز المغطى بالسكر البني المكرمل. الموز المستخدم في هذه الوصفة هو موز سابا، وهو شائع الاستخدام في الطبخ في الفلبين. يُشوى عادةً على أسياخ من الخيزران، ويُباع في الشوارع. إنه لذيذ. يُستخدم سيخ الخيزران فقط لتسهيل التقديم والأكل، ولكن الطبق لا يُشوى على السيخ (على عكس طبق الجنانغانغ).